# Wilhelm Friedemann Bach
Pour les articles homonymes, voir Bach (homonymie).
Ne pas confondre avec son neveu, Wilhelm Friedrich Ernst Bach
Wilhelm Friedemann Bach, né à Weimar le 22 novembre 1710, et mort le 1er juillet 1784 à Berlin est un compositeur et musicien allemand de la famille Bach. Il est surnommé le « Bach de Halle. »

## Biographie
Wilhelm Friedemann Bach est le premier fils de Jean-Sébastien Bach et de sa première épouse Maria Barbara. Il passe, d'après tous les témoignages contemporains[réf. souhaitée], pour le plus doué des fils du grand compositeur. Cependant, malgré ses remarquables dispositions musicales — contrapuntiste, organiste et improvisateur accompli —, c'est aussi, parmi les quatre frères musiciens, celui qui a eu le moins de réussite dans sa carrière. Il tient ses prénoms de ses deux parrains, le baron Wilhelm Ferdinand von Lyncker, courtisan du duc de Weimar et du fils du bourgmestre de Mühlhausen, le docteur en droit Paul Friedemann Weckbach.
La famille ayant déménagé de Weimar à Köthen en 1717, Wilhelm Friedemann suit les cours de l'école de latin de cette ville. À partir de 1722, il fréquente l'école Saint-Thomas de Leipzig où son père est Kantor. Il reçoit des leçons de violon de Johann Gottlieb Graun ; fréquente l'université de Leipzig comme étudiant en droit. Il obtient en 1733 un poste d'organiste à l'église Sainte-Sophie (Sophienkirche) de Dresde. Puis, en 1746, il devient directeur de la Musique et organiste de l'église Notre-Dame (Marktkirche Unser Lieben Frauen) de Halle. C'est pourquoi il est parfois désigné comme le « Bach de Halle ». Il y fait notamment la connaissance de Georg Friedrich Haendel — natif de Halle. Il transmet d'ailleurs à ce dernier, lors d'un de ses passages en Allemagne, l'invitation à rencontrer son père, ce qui ne se réalise pourtant pas.
Après la mort de son père, il mène une existence terne à Halle d'où il s'absente souvent pour trouver un autre poste. En 1762, on lui propose le poste de maître de chapelle de la cour à Darmstadt, mais il le refuse pour une raison inconnue. Il abandonne finalement son poste à Halle en 1764. À partir de ce moment, il n'a plus de position stable et essaye d'assurer ses ressources en donnant des concerts, des cours et en composant. À cette époque, les musiciens sont presque toujours attachés au service d'un prince, d'une église, d'une ville, d'un opéra ou de quelque organisation puissante et riche. Il est donc l'un des premiers musiciens à tenter de mener une carrière indépendante ; ce qui ne lui réussit guère car il sombre progressivement dans la pauvreté et, d'après ses contemporains Marpurg, Rochlitz ou Reichardt, dans l'alcoolisme.
En 1770, il quitte Halle pour Brunswick puis s'établit finalement à Berlin en 1774. Pendant la décennie 1764-1774, il effectue de nombreux voyages, se rendant notamment à Göttingen auprès de Johann Nikolaus Forkel. Mais il ne peut y trouver de poste stable, pas plus qu'à Brunswick ou Wolfenbüttel où il sollicite une place d'organiste. À Berlin, il organise plusieurs concerts d'orgue qui remportent du succès et le font remarquer de la princesse Anne Amélie de Prusse, sœur de Frédéric II. Celle-ci lui apporte son soutien, mais elle le lui retire par la suite en 1778 ou 1779 lorsqu'il est soupçonné (dans des conditions inconnues) d'avoir intrigué contre son professeur de musique, Johann Philipp Kirnberger. Wilhelm Friedemann Bach meurt le 1er juillet 1784 à Berlin, dans le dénuement.

## Le musicien

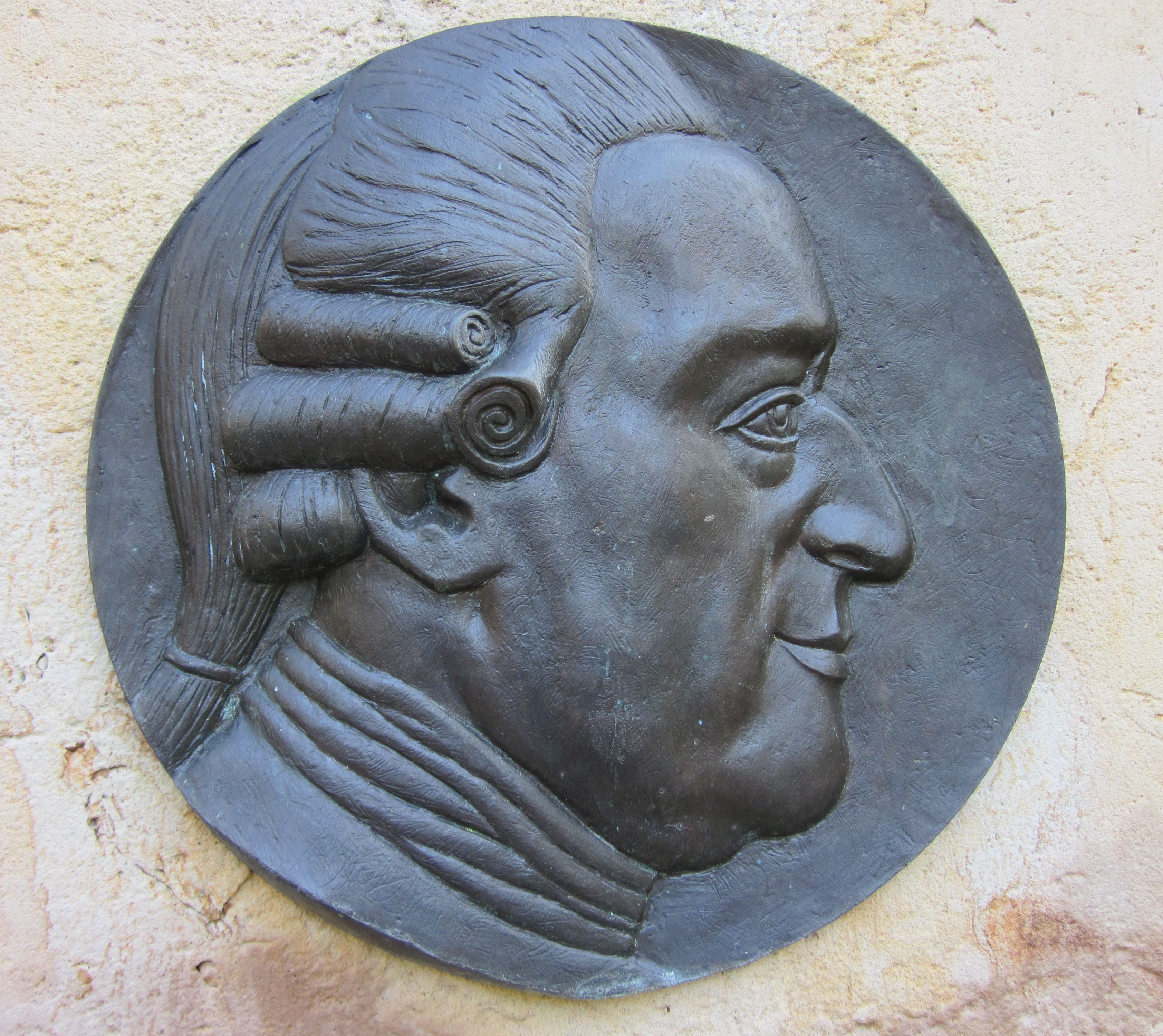
Médaillon portant la figure de Wilhem Friedemann Bach, provenant du site du cimetière de l'ancienne église de Luisenstädtische. Aujourd'hui dans un espace vert sur la Alte Jakobstraße dans le centre-ville de Berlin

Johann Sebastian, tout exigeant qu'il était en matière musicale, reconnaissait en son fils un élève fort doué et prévoyait pour lui l'avenir le plus brillant. Dès son enfance, il acquiert une maîtrise complète du contrepoint, montre des dispositions exceptionnelles pour l'orgue et le clavecin ainsi que pour le violon. Cependant son caractère difficile et sa personnalité tourmentée feront de lui, en quelque sorte, un compositeur de renom moindre.
Sa tentative d'exercer le métier de musicien indépendant se solde, financièrement, par un échec. Mais cet échec est probablement dû aussi à son instabilité ou au fait qu'il ne soit pas parvenu à se différencier suffisamment de son père ; ce qui n'est pas le cas de ses frères, Carl Philipp Emanuel ou Johann Christian, qui ont anticipé et accompagné l'évolution de la musique durant une période marquée par le passage du baroque au classicisme.
Wilhelm Friedemann et son frère Carl Philipp Emanuel héritèrent tous deux de l'œuvre de leur père. Mais, contrairement à son frère cadet qui fut un conservateur soigneux des documents dont il avait hérité, Wilhelm Friedemann dispersa les siens, d'où de regrettables pertes. Il s'est par ailleurs prétendu auteur de certaines compositions de son père en écrivant son nom en tête des manuscrits, ce qui a induit des éditeurs en erreur (par exemple, le concerto pour orgue BWV 596 qui lui a été pendant longtemps faussement attribué).

## Œuvres
Les œuvres de Wilhelm Friedemann Bach sont généralement identifiées selon le numéro qui leur a été attribué par Martin Falck dans son catalogue publié en 1913. Ainsi, Falck 12 (ou F. 12 ou encore FK 12) désigne l'ensemble de Polonaises achevé en 1765. Pour les œuvres redécouvertes ou qui lui ont été attribuées de façon postérieure, le n° est précédé des lettres nv qui signifient « nicht verzeichnet » (non catalogué par Falck). Ainsi Falck nv 2 désigne une fantaisie en do mineur pour clavecin.

## Quelques œuvres

### Musique de chambre et instrumentale
- Sonates pour clavecin :
  - en Sol Majeur, Falck 7 ;
  - en la mineur, Falck nv8 ;
  - en Ré Majeur, Falck 3 ;
- Fantaisies pour clavecin :
  - en ut mineur, Falck nv2 ;
  - en ré mineur, Falck 19 ;
  - en la mineur, Falck 23 ;
- Huit fugues pour clavecin ou orgue, Falck 31 ;
- Sonate pour deux clavecins en Fa Majeur, Falck 10 ;
- Fugues et préludes de chorals pour orgue ;
- Polonaises ;
- Sonates en trio, Falck 47-50 en Ré Majeur, Ré Majeur, La Majeur et Si♭ Majeur ;
- Duos pour deux flûtes, Falck 54-59 (publiées dans un ordre différent) ;
- Duos pour deux altos, Falck 60-62 (en Do Majeur, Sol Majeur et sol mineur) ;
- Sonate en do mineur pour viole et basse continue - parfois attribuée à Johann Gottlieb Graun ;
- Sonates pour violon et clavecin (attribution douteuse, sans numéro Falck) ;

### Musique orchestrale
- Symphonies : quelques-unes proviennent d'ouvertures de cantates ; une est souvent enregistrée : Falck 65 consistant en Adagio et fugue en ré mineur ; d'autres sont de forme plus habituelle, telles que Falck 64 (Ré Majeur) et 67 (Fa Majeur) ;
- Concertos :
  - Six concertos pour clavecin (dont un incomplet). L'un d'eux est Falck 43 en mi mineur. Dédié à Maria Antonia, électrice de Saxe en 1767 ;
  - Concerto pour deux clavecins, en Mi♭ Majeur, Falck 46 ;
  - Un concerto pour flûte en ré ;

- Musique vocale et cantates.